# 礁

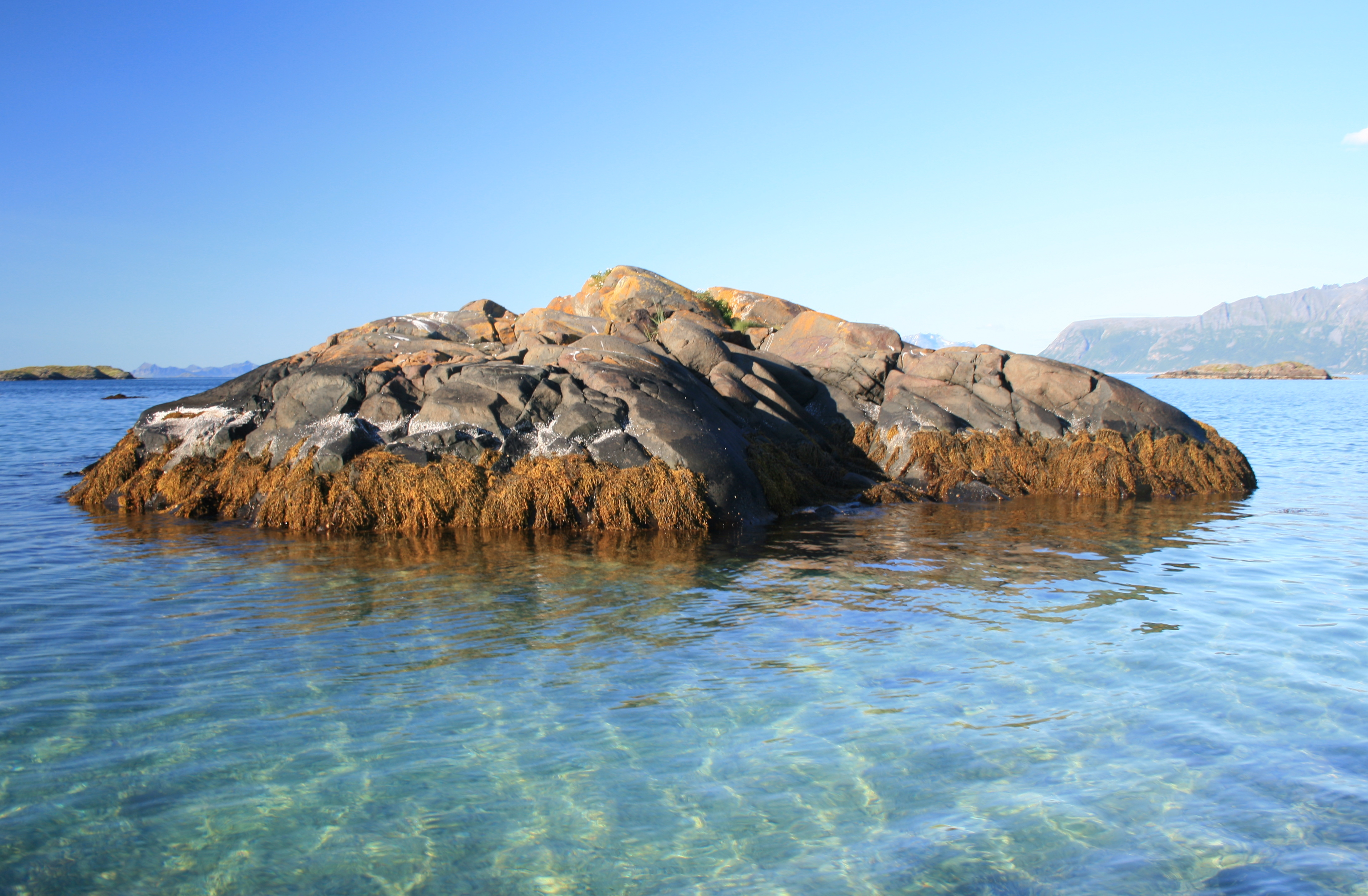
挪威哈尔斯塔市外面的礁

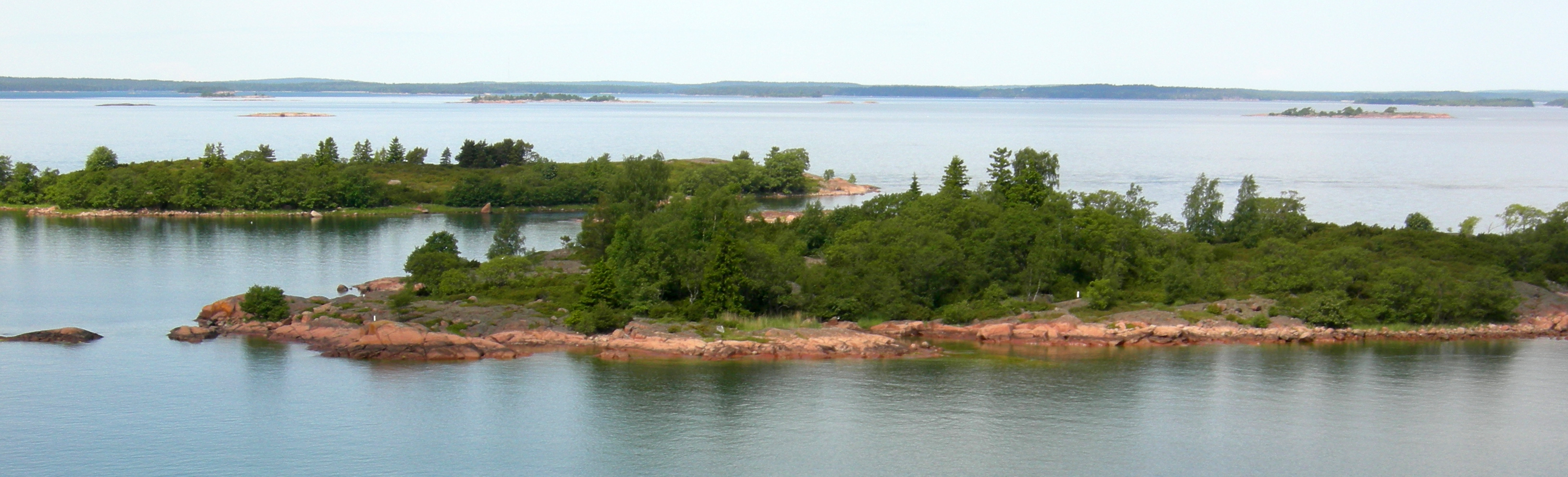
属于芬兰奥兰群岛的礁

礁，也称岩礁、礁岩或礁石，指很小的岩石岛屿，通常小到无法居住。它可以是一个简单的岩石暗礁。礁也可以用来指矮的海蚀柱。
礁上可能会有植物生长，比如苔藓和小而耐寒的草。在世界上的某些地区，礁也为海豹或鸟类等动物提供了休息之所，尽管它们通常并不在上面居住。

## 形成
最常见礁是形成于峡湾出口处的，这里水下的冰川形成的峡谷与海岸垂直，同时有其他峡谷纵横交错。在某些靠近峡湾的浅海处，冰蚀沟非常多且纵横交错，导致岩石海岸被分割为成千上万的小岛，有一些很大甚至像山一样，而其他只不过是岩石点或威胁航行的暗礁。

## 例子
挪威的条状岛屿，就是这样一片由冰川形成的礁（称为skjærgård）；由于许多纵横交错的峡湾，形成了与海岸平行的礁，并在几乎不间断的连绵山脉状岛礁后面形成了一个受保护的海峡。从斯塔万格到北角的1,600公里路线，几乎可以完全在海峡这一受保护的航道内航行。布林德雷阿就是一个被岩礁保护的水道，它从挪威南部的克里斯蒂安桑附近开始，一直到利勒桑。
从华盛顿州西雅图到阿拉斯加州史凯威的内航道也是一条类似的路线。另一条类似的由岩礁保护的航道，沿着南美大陆西海岸，由麦哲伦海峡向北延伸了800公里（500英里）。
瑞典沿着布胡斯的海岸也同样受到岩礁的保护。甚至在瑞典的东海岸，在波罗的海，也有许多大群岛，特别是斯德哥尔摩群岛。

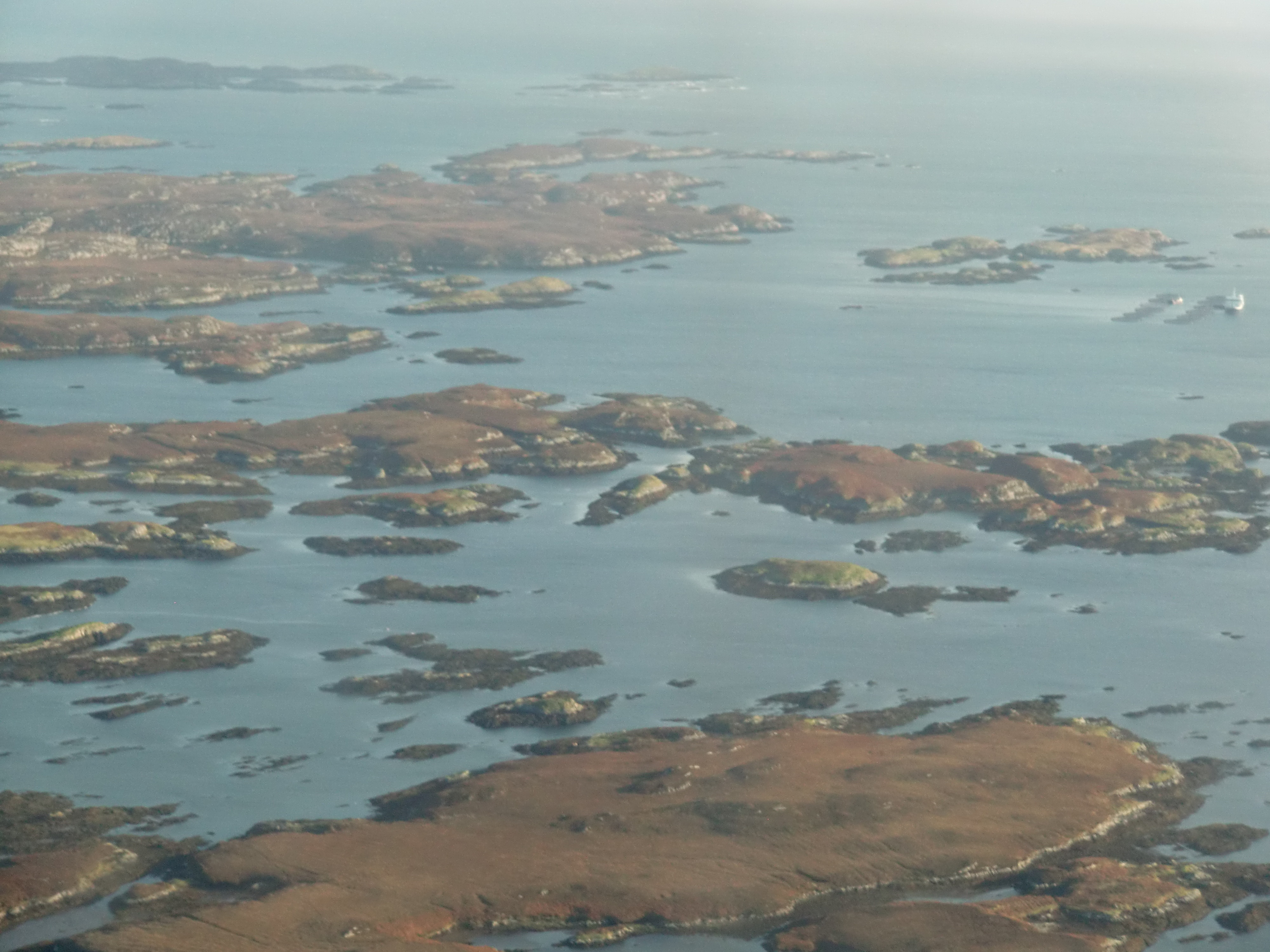
Loch Uisgebhagh的小岛和礁，位于外赫布里底群岛的本贝丘拉岛以东

芬兰的西南海岸也有大量的岩礁；这些岩礁的数量非常大，从而形成了群岛海。该区域正在经历后冰川反弹，当岛屿上升到高出海平面，直到露出沉积物并最终露出海底的土时，即与大陆相连。在相邻地形提升，将地貌类型改变为连岛沙洲之前，岩礁都是作为岩石小岛存在的。
在俄罗斯联邦，最好的例子是位于泰梅尔半岛西岸喀拉海的米尼纳群礁，和位于白海的萨姆斯基群礁（64°24′N 35°30′E / 64.400°N 35.500°E）。
英国有大量的岩礁，包括英格兰法恩群岛的斯台普岛，苏格兰东北靠近佛舒的一个小岩礁，赫布里底群岛大量的珊瑚礁，如都布阿泰克和大礁，以及位于北爱尔兰安特里姆海岸外面的北爱尔兰群礁。
爱尔兰都柏林沿海地区的名字就叫做群礁，那里有很多离岸岩礁，包括罗卡比尔、谢克岛、柯尔特岛和圣帕特里克岛。
最靠南的群礁也许是南乔治亚的斯科拉普群礁。